# Autobus odjeżdża 6.20
Autobus odjeżdża 6.20 – polski film fabularny z roku 1954, dramat psychologiczno-obyczajowy w reżyserii Jana Rybkowskiego. Scenariusz napisali Wilhelmina Skulska i Jan Rybkowski. Film kręcono w Iłży oraz w bytomskiej dzielnicy Bobrek – widoczne są plenerowe pejzaże nieistniejącej już huty.

## Fabuła
Młoda fryzjerka z małego miasteczka, Krystyna (Aleksandra Śląska), odchodzi od męża Wiktora (Jerzy Duszyński), który jej nie szanował i źle ją traktował, a w dodatku oszukiwał. Krystyna, przekonawszy się, że mąż nie tylko jej nie rozumie, ale i ją oszukuje, wyjeżdża z miasteczka na Śląsk, pracuje w hucie „Bolesław”. Krystyna jest fryzjerką, ale nie może znaleźć pracy lepszej niż stanowisko sprzątaczki. Z czasem zdobywa kwalifikacje i zawód (spawacza), kształci się, a dzięki temu zostaje cenioną aktywistką. Wkrótce Wiktor przekonuje się, jak wiele stracił, lekceważąc żonę. Zaczyna pracować w przemyśle i stara się odzyskać zaufanie Krystyny. Ich życie zmienia się zupełnie.

## Obsada
- Aleksandra Śląska jako Krystyna Poradzka
- Jerzy Duszyński jako Wiktor Poradzki, mąż Krystyny
- Hanka Bielicka jako Lucyna, kierowniczka hotelu robotniczego
- Jan Ciecierski jako Zapała, sekretarz komitetu fabrycznego huty „Bolesław”
- Barbara Drapińska jako Janeczka, urzędniczka w dziale kadr huty „Bolesław”, kochanka Wiktora Poradzkiego
- Edward Dziewoński jako Stefański, kumpel Wiktora Poradzkiego
- Antonina Gordon-Górecka jako Batorska, współlokatorka Krystyny w bursie Technikum Górniczo-Hutniczego
- Zygmunt Kęstowicz jako Więckowski, spawacz w hucie „Bolesław”
- Irena Netto jako matka Wiktora
- Kazimierz Wichniarz jako Musioł, kierownik oddziału w hucie „Bolesław”
- Jerzy Braszka jako Jurek Poradzki, syn Krystyny i Wiktora
- Henryk Borowski jako Słaboński, kierownik działu kadr w hucie „Bolesław”
- Mirosława Dubrawska jako Zocha
- Marek Dąbrowski jako chłopak
- Wanda Jakubińska jako Kowalska
- Zofia Jamry jako dziewczyna prowadząca strzelnicę w wesołym miasteczku
- Józef Nalberczak jako Procek, sekretarz POP w Technikum Górniczo-Hutniczym
- Lech Ordon jako Śliwa, kierownik oddziału w hucie „Bolesław”
- Alicja Raciszówna jako Walerka
- Zbigniew Skowroński jako Froncek, uczestnik narady hutników
- Zofia Wilczyńska jako Ignacowa
- Janusz Ziejewski jako dyrektor wesołego miasteczka
- Feliks Żukowski jako Gorgoś, organizator narady hutników
- Jerzy Antczak jako robotnik Tadek
- Szczepan Baczyński jako Zygmunt Batorski
- Olga Bielska jako urzędniczka w biurze Wiktora Poradzkiego
- Bronisław Darski jako klient fryzjera Ryżyka
- Halina Drohocka jako pani doktorowa, klientka fryzjera Ryżyka
- Zbigniew Jabłoński jako nauczyciel w Technikum Górniczo-Hutniczym
- Stanisław Jaworski jako fryzjer Edward Ryżyk, szef Krystyny
- Wacław Kowalski jako woźny w biurze Poradzkiego
- Czesław Przybyła jako nauczyciel w Technikum Górniczo-Hutniczym
- Jan Rybkowski jako spawacz w hucie „Bolesław”
- Zygmunt Zintel jako urzędnik w dziale kadr huty „Bolesław”